# خانه خلوت
خانه خلوت فیلمی ایرانی محصول ۱۳۷۰ به کارگردانی مهدی صباغ‌زاده و نویسندگی حسن قلی‌زاده و اصغر عبداللهی است. عزت‌الله انتظامی، نیکو خردمند، فاطمه گودرزی، جهانگیر فروهر و رضا رویگری ایفاگر نقش‌های اصلی فیلم‌اند. این فیلم در دهمین دوره جشنواره فیلم فجر در چندین رشته نامزد دریافت جایزه شده بوده و سیمرغ بلورین بهترین فیلم‌نامه و لوح تقدیر بهترین بازیگر نقش اول و دوم مرد را از آن خود ساخت. همچنین این فیلم جایزهٔ بهترین فیلمبرداری را از جشنواره فیلم حراره دریافت کرده است.

## خلاصه داستان
جلال سعیدی که در گذشته پاورقی‌نویس مطبوعات بوده است، حاضر نیست خود را با شیوهٔ جدید نوشتاری آن‌ها تطبیق دهد و دچار مشکل می‌شود. اصرارهای همسرش و نویسندهٔ جوانی که پیش از این شاگردش بوده نیز راه به جایی نمی‌برد و او دست از نوشتن برای مطبوعات می‌کشد. تکیه‌گاه آن‌ها در این زمان تنها پس‌اندازشان است که آن نیز پس از مدتی به انتها می‌رسد و سر و کلهٔ سمسار محله و همسایهٔ بساز و بفروششان که چشم به تصاحب خانهٔ بزرگ و اشیای قدیمی آن‌ها دارند پیدا می‌شود. درخواست‌های فرزندان خارج‌نشین جلال از پدر پیرشان که هنوز وبال گردنش می‌باشند نیز بر مشکلات آن‌ها بیشتر می‌افزاید. در این میان نرگس، زن جوانی از بستگان آن‌ها که شوهرش در جنگ مفقودالاثر شده، تنها کسی است که با گوش سپاردن مشتاقانه به نوشته‌های جلال، به او شور و امید می‌بخشد. اما با آب گرفتگی زیرزمین خانه بر اثر خرابی شیر آب و نابود شدن بخش زیادی از کتاب‌ها، مجلات و دست نوشته‌های قدیمی امیر جلال‌الدین، او دچار افسردگی می‌شود. نرگس و شاگرد سابق جلال برای کمک به او می‌آیند و در همین زمان، شوهر نرگس نیز که جانباز شده است از اسارت به میهن بازمی‌گردد.

## بازیگران
- عزت‌الله انتظامی در نقش امیرجلال‌الدین
- نیکو خردمند در نقش ملکی
- فاطمه گودرزی در نقش نرگس
- رضا رویگری در نقش گلشنی
- جهانگیر فروهر در نقش بهارمست
- مرتضی احمدی در نقش سرهنگ
- محمدعلی ورشوچی در نقش کتابفروش
- علی برجسته در نقش افسر پلیس
- سورن مناتساکانیان در نقش موسیو بارون
- غلامرضا اصانلو در نقش صاحبخانهٔ نرگس
- حسین پورحسین در نقش کارشناس
- محمد یگانه در نقش حشمت‌الله خان
- یونس شکرخواه در نقش سردبیر

## جوایز
| مراسم                        | تاریخ        | بخش                       | نامزد                       | جایزه        | نتیجه     | منبع  |
| ---------------------------- | ------------ | ------------------------- | --------------------------- | ------------ | --------- | ----- |
| جشنواره فیلم فجر             | ۲۲ بهمن ۱۳۷۰ | بهترین فیلم‌نامه           | اصغر عبداللهی و حسن قلی‌زاده | سیمرغ بلورین | برنده     | [ ۱ ] |
| جشنواره فیلم فجر             | ۲۲ بهمن ۱۳۷۰ | بهترین بازیگر نقش اول مرد | عزت‌الله انتظامی             | سیمرغ بلورین | لوح تقدیر | [ ۱ ] |
| جشنواره فیلم فجر             | ۲۲ بهمن ۱۳۷۰ | بهترین بازیگر نقش دوم مرد | جهانگیر فروهر               | سیمرغ بلورین | لوح تقدیر | [ ۱ ] |
| جشنواره فیلم فجر             | ۲۲ بهمن ۱۳۷۰ | بهترین کارگردانی          | مهدی صباغ‌زاده               | سیمرغ بلورین | نامزدشده  | [ ۱ ] |
| جشنواره فیلم فجر             | ۲۲ بهمن ۱۳۷۰ | بهترین بازیگر نقش دوم زن  | فاطمه گودرزی                | سیمرغ بلورین | نامزدشده  | [ ۱ ] |
| جشنواره فیلم فجر             | ۲۲ بهمن ۱۳۷۰ | بهترین چهره‌پردازی         | عبدالله اسکندری             | سیمرغ بلورین | نامزدشده  | [ ۱ ] |
| جشنواره فیلم فجر             | ۲۲ بهمن ۱۳۷۰ | بهترین فیلمبرداری         | علیرضا زرین‌دست              | سیمرغ بلورین | نامزدشده  | [ ۱ ] |
| جشنواره بین‌المللی فیلم حراره | ۱۳۷۲         | بهترین فیلمبرداری         | علیرضا زرین‌دست              | تندیس        | برنده     |       |